# Памятник семи генералам
Памятник семи генералам (пол. Pomnik siedmiu generałów) — памятник, установленный в Варшаве по приказу Николая I в честь шести генералов и полковника армии Царства Польского, убитых мятежниками в ходе Ноябрьского восстания вечером 17 (29) ноября 1830 за отказ нарушить присягу, данную царю польскому и императору всероссийскому Николаю I:
- генералам
  - Маурицию Гауке (пол. Maurycy Hauke),
  - Станиславу Потоцкому (пол. Stanisław Potocki),
  - Йозефу Новицкому (пол. Józef Nowicki),
  - Игнацы Блюмеру (пол. Ignacy Blumer),
  - Станиславу Трембицкому (пол. Stanisław Trębicki),
  - Томашу Яну Сементковскому (пол. Tomasz Jan Siemiątkowski)
- полковнику Филипу Нереужу Мецишевскому (пол. Filip Nereusz Meciszewski).

## Описание
Памятник представлял собой широкий тридцатиметровый обелиск, покоившийся на четырёхгранном постаменте. Верхнюю часть обелиска украшали позолоченные лавры. Внутри обелиска находилась винтовая лестница, ведшая к его вершине. У его основания, на площадках постамента, находились четыре вызолоченных двуглавых российских орла с польскими орлами на груди.
К постаменту памятника примыкали восемь эскарпов, у основания которых лежали восемь львов. Вся эта конструкция покоилась на широком восьмигранном основании, облицованном мраморными плитами. Скульптуры отливались из артиллерийских орудий, захваченных у мятежных поляков.
Архитектор памятника — работавший в Польше итальянец Антонио Корацци (итал. Antonio Corazzi), скульптор — Константин Гегель. Начальные эскизы памятника выполнил лично Николай I. Он же стал автором надписи на монументе: «Полякам, погибшим в 1830 году за верность своему Монарху» (пол.  "Polakom poległym w 1830 roku za wierność swemu Monarsze"). На изготовление памятника пошло 346 000 фунтов железа (около 140 тонн) и 45 000 фунтов латуни и бронзы (около 18,5 тонн).

## История

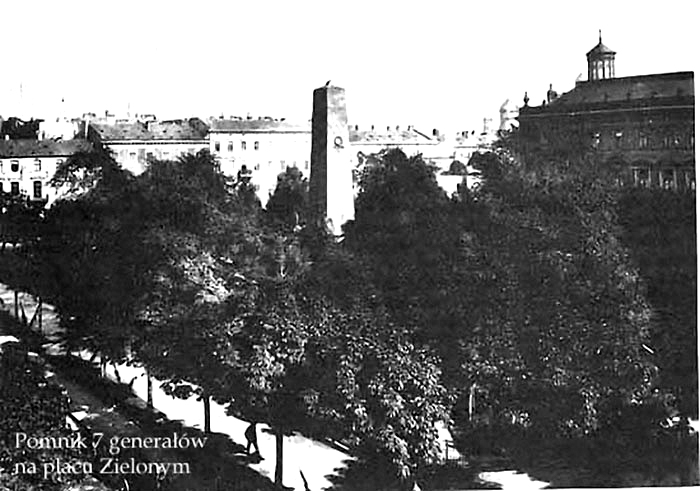
Памятник семи генералам на Зелёной площади

Памятник был открыт 29 ноября 1841 года, в годовщину начала ноябрьского восстания 1830 года, на Саксонской площади, а в 1894 перенесён на Зелёную площадь (ныне площадь Домбровского), чтобы освободить место для строительства собора св. Александра Невского.
Памятник был крайне непопулярен среди националистически настроенных горожан, которые считали восставших в 1830 героями, а погибших от их рук генералов — национальными изменниками. Он часто подвергался вандализму. В биографии Марии Кюри, написанной её дочерью Евой Кюри, упоминается про существовавший у польских патриотов обычай плевать всякий раз, проходя мимо обелиска. В этой среде ходила частушка "Osiem lwów — czterech ptaków pilnuje siedmiu łajdaków («восемь львов, четыре птицы охраняют семь негодяев»).
После оккупации Варшавы немецкими войсками во время Первой мировой войны был разобран поляками в апреле 1917. Германские власти с 1915 до 1917 года не разрешали уничтожать памятник, и дали своё разрешение на снос только после отречения Николая II.